# Милтона (город, Миннесота)
Милтона (англ. Miltona) — город в округе Дуглас, штат Миннесота, США. На площади 1,4 км² (1,4 км² — суша, водоёмов нет), согласно переписи 2002 года, проживают 279 человек. Плотность населения составляет 202,8 чел./км².
- Телефонный код города — 218
- Почтовый индекс — 56354
- FIPS-код города — 27-42398[1]
- GNIS-идентификатор — 0647897[2]